# Helios (satellite)
Pour les articles homonymes, voir Hélios (homonymie).

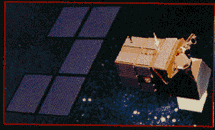
Le satellite Helios 1.

Helios, faisant notamment suite Satellite au programme satellitaire SPOT était une famille de satellites de reconnaissance français conçus avec une participation minoritaire de l'Italie et l'Espagne, de la Belgique et de la Grèce et mis en orbite entre le 7 juillet 1995 et 2009. Il a permis à la France, l'Italie et l'Espagne d'entrer dans le groupe retreint des pays disposant d'une capacité militaire autonome d'observation de la Terre, et de jouer un rôle privilégié dans la France a joué un rôle moteur dans la construction de l'Europe de la Défense. 
La série Helios a compris quatre satellites : deux satellites Helios 1 lancés entre 1995 et 1999 et deux satellites Helios 2, plus perfectionnés, lancés en 2004 et 2009 ; tous reprenant en grande partie des composants des satellites d'observation de la Terre SPOT.
En 2019, deux satellites étaient encore opérationnels : Helios 2A et Helios 2B (Helios 1A et Helios 1B ayant respectivement cessé leurs activités opérationnelles en 2012 et en 2004).
Le système Helios 2 a dû être remplacé par la Composante spatiale optique (CSO), un programme français de trois satellites militaires d'observation dont le premier satellite CSO 1 est lancé le 19 décembre 2018.
En 2020, le programme Helios cesse, remplacé par une nouvelle coopération Européenne, associant de nouveaux pays comme la Suède et la Pologne aux partenaires historiques d’Helios, avec aussi le programme Multinational Space-based Imaging System for Surveillance, Reconnaissance and Observation (MUSIS, nouvelle pierre de l'Europe de la Défense).

## Historique du projet

### Genèse et perspectives

#### La première génération d'Helios
Le développement des satellites de reconnaissance prend sa source en France dans le projet SAMRO (SAtellite Militaire de Reconnaissance Optique), qui est abandonné en 1982. Le programme Helios est lancé en 1985 avec pour objectif principal la surveillance du bloc soviétique. À l'époque, la France peut s'appuyer sur la connaissance technique acquise dans le cadre du programme d'observation civil français SPOT (premier satellite Spot lancé en 1986) dont les principaux composants sont repris pour développer le satellite de reconnaissance militaire : capteurs, optiques, systèmes d'enregistrement et de transmission, plate-forme.
L'éclatement de l'URSS modifie l'objectif du système Helios dont le champ d'intervention s'élargit à la planète avec un intérêt plus marqué pour la zone d'influence politique française en Afrique et au Moyen-Orient.
Le programme Helios 1, première version du système, a été développé avec une participation de l'Espagne (7 %) et de l'Italie (14,1 %) et ses deux satellites sont déployés en 1995 et 1999.

#### La seconde génération
Les conflits des années 1990, dans lesquels les nations européennes sont engagées, mettent en évidence la forte dépendance de ceux-ci par rapport au système de reconnaissance spatial américain. Ce constat accroît leur intérêt pour un système de reconnaissance par satellite européen.
Mais, lorsque le projet de deuxième génération des satellites Helios 2 est lancé en 1998, les négociations engagées entre la France et l'Allemagne autour d'un programme commun échouent pour des raisons à la fois budgétaires et politiques. L'Allemagne lance par la suite la série des satellites de reconnaissance radar SAR-Lupe : le radar est retenu car la zone d'intérêt de l'Allemagne se situe essentiellement dans les pays d'Europe de l'Est caractérisés par une couverture nuageuse importante. L'Italie développe à la même époque ses satellites de reconnaissance radar COSMO-SkyMed
Le programme Helios 2 était financé à 90 % par la France avec une participation minoritaire de la Belgique, de l'Espagne rejoints en cours de développement par la Grèce et l'Italie (2,5 % chacun). Chacune de ces nations disposant alors d'un accès à l'image proportionnel à sa participation financière.

#### Des coopérations entre la France, l'Italie et l'Allemagne en parallèle
En parallèle, en 2001, la France signe un accord avec l'Italie, dit « accord de Turin », qui permet un échange capacitaire entre les systèmes Helios 2 et COSMO-SkyMed. Cet accord permet ainsi une augmentation des droits de programmation italien du système Helios 2 en échange de droits français sur le système radar COSMO-Skymed. Le ratio de ces échanges est désormais de 75 images radars contre 7 images Helios.
Un accord équivalent portant sur les systèmes Helios 2 et SAR-Lupe, dit « accord de Schwerin », est signé en 2002 entre la France et l'Allemagne. L'intérêt pour la France est d'accéder à un système radar mieux résolu que celui de l'Italie. Cet accord permet à la France d'accéder au système allemand à hauteur de 4 images par jour et l'Allemagne peut utiliser 5 % des capacités de Helios 2. Il conduit aussi l'Allemagne à accueillir, à l'instar des nations participantes, une station terrienne de réception des images Helios en janvier 2010. Ces échanges capacitaires ne portent pas sur des échanges d'images mais des droits de programmation.
Les premiers échanges opérationnels avec les systèmes SAR italien et allemand débutent de manière effective en juillet 2010.

### Principales dates marquantes du programme Helios
- Début du programme en 1985.
- Famille Helios 1 :
  - Helios 1A : lancement en 1995 - Opérationnel jusqu'à 2012 (garanti 5ans, il a fonctionné 17 ans).
  - Hélios 1B : lancement en 1999 - Opérationnel jusqu'à octobre 2004 où victime d'une panne il est désorbité (après 5 ans de service)  .
- Famille Helios 2 :
  - Helios 2A : lancement le 18 décembre 2004 - Toujours opérationnel.
  - Helios 2B : lancement le 18 décembre 2009 - Toujours opérationnel.

## Helios 1

Évolution de l'altitude de Helios 1B

Les deux satellites Helios 1 constituent la première génération du programme dont le développement est lancé en 1985.
Ils gravitent sur une orbite héliosynchrone à une altitude de 678 km. Leurs instruments offrent une résolution de l'ordre d'un ou deux mètres au sol.
Dérivés de SPOT 4, ils en conservent la plate-forme mais se voient dotés d'un système de commande d'attitude et d'orbite (SCAO). Ce système réalise la cinématique de l'orientation du satellite via des volants d'inertie. Ce système permet d'effectuer un pointage fin de l'objectif de la prise de vue pendant plusieurs secondes, augmentant ainsi la qualité des images. Il remplace aussi le miroir de SPOT 4 permettant de viser des objectifs hors de la trajectoire du satellite. Le contrôle de la cinématique d'orientation est assuré par le SCAO via les senseurs stellaires. Au nombre de trois, ce sont les trois cônes que l'on voit dépasser de la plate-forme. Seuls deux sont actifs en même temps. Les volants d'inertie sont alors asservis par le SCAO qui s'efforce de suivre une sélection d'étoiles parmi les plus brillantes afin d'assurer la cinématique voulue. Cette sélection d'étoiles est programmée par les logiciels mission au sol.
Helios 1A et 1B se distinguent de SPOT 4 par l'absence de polychromie des images (elles sont en noir et blanc) optimisant la capacité de stockage image.
Helios 1A est lancé le 7 juillet 1995 par un lanceur Ariane 4, comme Helios 1B, lancé lui le 3 décembre 1999.
Hélios 1B est désorbité volontairement en octobre 2004 avant d'en perdre définitivement le contrôle. En effet, le satellite est victime d'une perte de charge d'un accumulateur depuis mai de la même année qui entraîne à son tour, l'usure prématurée des autres. Helios 1A cesse d'être opérationnel en février 2012 et est désorbité volontairement lui aussi.

## Helios 2
Les deux satellites Helios 2 constituent la seconde génération du programme Helios dont le développement est lancé en 1998.

### Caractéristiques générales
Les satellites Helios 2 sont identiques. Au lancement, leur poids est de 4 200 kg. Le système de commande d'attitude et d'orbite (Attitude and Orbit Control System) a la capacité de modifier à la fois la position du satellite et l'orientation des caméras ce qui lui permet de photographier un lieu donné plusieurs fois par jour, éventuellement sous plusieurs angles. Un satellite Helios se décompose en plusieurs modules :
- un module de contrôle dans lequel sont regroupés le traitement des données, le contrôle d'attitude qui utilise le système DORIS, les volants d'inertie permettant de corriger l'orientation, la fourniture en énergie et les liaisons avec le sol.
- un module de propulsion constitué d'un tube central en titane avec 4 réservoirs de carburant. Celui-ci abrite également les senseurs utilisés pour la détermination de la position ainsi que les antennes de liaison utilisées pour recevoir les télécommandes reçues depuis la station au sol et envoyer les télémesures qui permettent de contrôler son fonctionnement. Les liaisons avec le sol se font en bande S (2 GHz).
- Cinq panneaux solaires qui fournissent l'énergie du bord (2 900 watts) : 2 panneaux comportent des cellules de arséniure de gallium et 3 panneaux utilisent des cellules de silicium.
- La case « charge utile » contenant entre autres l'électronique contrôlant la vidéo, le système de compression de données, la mémoire de masse (90 gigaoctets stockées sur 5 760 circuits intégrés comprenant chacun 10 mémoires vives dynamiques (DRAM) de 16 Mo) dans laquelle sont stockées les images recueillies
- La charge utile proprement dite[10].

Les satellites Helios ont une probabilité de survie de 70 % après 5 ans. Le projet Helios 2 a un coût de réalisation de 1,8 milliard d'euros. Cette somme dépensée sur 10 ans se décompose en 330 millions pour la conception du système, 865 millions pour la fabrication des satellites, 225 millions pour le segment sol, 275 millions pour 2 lancements, 35 millions pour le centre de contrôle et 70 millions pour les activités du CNES en tant que maître d'œuvre (le maître d'ouvrage est la direction générale de l'Armement).
Remarque : les données concernant les caractéristiques des satellites sont incomplètes et imprécises, les ministères de la Défense ne communiquent que des ordres de grandeur, et n'ont pas révélés l'ensemble de l'appareillage existant sur ces satellites.

### Orbite
L'orbite des satellites Helios 2 est héliosynchrone phasée. Ce type d'orbite présente des caractéristiques optimales pour les missions de reconnaissance :
- C'est une orbite basse, favorable à des clichés en haute résolution. L'altitude des satellites Helios 2 est de l'ordre de 675 km.
- Le satellite repasse au-dessus d'une même zone géographique toujours à la même heure solaire ce qui permet de détecter plus facilement les changements intervenus entre deux passages.
- C'est une orbite polaire qui permet une couverture quasi complète du globe terrestre.
- C'est une orbite phasée : le satellite repasse à la verticale exacte du même point au bout d'un certain nombre de jours.

### Charge utile
Les instruments du satellite comprennent des caméras fonctionnant en lumière visible et en infrarouge pour détecter des signes d'activité de jour comme de nuit. Le satellite dispose de plusieurs types de caméras.
- Un instrument à grande ouverture (champ large), similaire à celui de Spot 5, avec une capacité dans le proche infrarouge pour l'observation de nuit. Il permet de photographier en moyenne résolution de grandes surfaces. Il est utilisé par exemple pour des missions de cartographie.
- Un instrument à haute résolution (HR) pouvant travailler en lumière visible et dans l'infrarouge.
- Un instrument à très haute résolution (VHR) avec une résolution de 35 cm[12],[13] pouvant travailler en lumière visible et dans l'infrarouge.

Le satellite peut acquérir une centaine de photos par jour. Il a par ailleurs une capacité de recueil électromagnétique.

## Utilisateurs
Les satellites de reconnaissance Helios sont placés sous le contrôle de la direction du Renseignement militaire (DRM).
Les utilisateurs d'Helios sont :
- La direction du Renseignement militaire (DRM) (ministère de la Défense).
- La direction générale de la Sécurité extérieure (DGSE) (ministère de la Défense).
- Le Centre satellitaire de l'Union européenne (CSUE) regroupant l'Allemagne, la Belgique, l'Italie, l'Espagne et Grèce.

### Mise en œuvre
Selon Jean-Philippe Morisseau « l'arrivée de la Direction du Renseignement militaire (DRM) dans le programme initialement géré par le Bureau Espace, a été source de tensions entre la DRM qui envisageait le programme comme essentiellement dédié au renseignement (avec un pilotage lui revenant donc de droit) et le Bureau Espace, qui y voyait un outil également très utile pour la géoinformation, la production de modèles numériques de terrain et à la création de produits de ciblage. Une divergence qui sera une source de tensions tout au long du programme ».
Chaque jour, les différents partenaires nationaux participant au programme Helios fournissent une liste des lieux qu'ils souhaitent photographier. Ces besoins sont centralisés au centre principal Helios français (CPHF) basé au centre militaire d'observation par satellites (CMOS) sur la base aérienne 110 Creil pour la France, à Rome pour l'Italie et à Torrejon pour l'Espagne. Creil a été choisi par la France car proche (60 km) de Paris et de ses autorités gouvernementales et militaires, au moment où il fallait aussi relocaliser le Centre d’Exploitation des Photo-Interprètes de l’Armée de l’Air (CEPIA, antérieurement basé à Saint-Cyr) pour créer un pôle renseignement à Creil.
Un degré de priorité est affecté à chaque demande selon une grille de critères et au vu des prévisions de couverture nuageuse. Le plan de travail qui en résulte est fourni au Centre de maintien à poste (CMP) localisé dans les locaux du CNES à Toulouse. Un second CMP, dit de secours, délocalisé peut prendre le relais à tout moment. Le plan de travail y est traité par les logiciels mission au sol qui s'assurent de sa validité et programment les commandes correspondantes de mise en œuvre des équipements de la charge utile (équipements de prise de vue, équipements vidéo, mémoires, balise d'accrochage, antenne d'émission), des senseurs stellaires et du système de commande d'attitude et d'orbite (SCAO). Elles sont alors téléchargées à bord via l'antenne 2 GHz dans la nuit, heure française.
Le logiciel de vol du satellite exécute ces commandes et stocke sur ses deux EMS (Enregistreur magnétique spacialisé) ou MdM pour Hélios 1B (Mémoire CMOS dynamique), les images recueillies à l'aide de ses instruments de prise de vue. Lorsqu'il passe en visibilité des centres nationaux installés chez les partenaires du programme (CPHF, CPHB pour la Belgique...), les images demandées, qui sont au préalable chiffrées, sont retransmises sur l'antenne des centres de réception image 8 GHz (CRI) nationaux ou sur les antennes mobiles de théâtre d'opération. Elles sont ensuite distribuées par chaque centre national aux différents utilisateurs (en France, une quinzaine de stations au sein de la DRM, DGSE...) via le réseau informatique.
Le contrôle et la surveillance du satellite en temps réel s'effectuent via des télécommandes et la télémesure bord. Cette communication est transmise par le réseau de stations d'émission/réception 2 GHz.
Le Programme Helios prend fin en 2020, relayé par d'autres coopérations Européennes incluant les membres historiques d’Helios mais aussi d'autres acteurs comme la Suède et la Pologne qui dans le contexte des nouvelles ambitions russes hégémoniques ont besoin de données stratégiques. L'une des relèves d'Helios est le programme Multinational Space-based Imaging System for Surveillance, Reconnaissance and Observation (MUSIS) qui conforte une nouvelle Europe de la Défense.

## Missions
Les principales missions des satellites Helios 2 étaient les suivantes :
- Vérification des traités de désarmement et de non prolifération.
- Identification des signes précurseurs de crise et des menaces terroristes.
- Préparation des missions militaires menées généralement dans un cadre international.

Les satellites Helios prenaient des images haute résolution en vue de la prévention de conflit, ou d'études de frappe :
Exemples d'utilisation :
- Préparation de missions.
- Évaluation des dommages de combat.
- Cartographies de zones d'intervention non couvertes par des cartes.
- Guidage de missiles de croisière de type SCALP-EG : fourniture de modèle numérique de terrain pour la visualisation 3D.

Ces satellites complétaient le système global de renseignement, incluant notamment les drones, les Mirage F1, les nacelles reco-NG montées sur Rafale et les moyens humains des régiments.
En 1996, les données du satellite Helios permettent aux Européens de contredire les Américains au sujet de mouvements de chars irakiens, les Européens n'en comptant qu'une trentaine au lieu des trois cents annoncés par les Américains pour justifier des bombardements et une extension de la zone d'exclusion aérienne.

## Constructeurs
Matra Espace, devenu EADS Astrium Satellites, est maître d'œuvre des deux générations de satellites.
Aérospatiale réalise, entre autres, dans le centre spatial de Cannes - Mandelieu, les deux instruments EPV (Ensemble de prise de vue) des satellites Helios 1A et Helios 1B.
L'établissement de Cannes, devenu Alcatel Space puis Thales Alenia Space, réalise, entre autres, l'instrument Haute Résolution, instrument clef de la mission Helios 2.
EADS Astrium développe le segment sol utilisateur dans le cadre d'un marché avec la direction générale pour l'Armement. La composante sol utilisateur (CSU) a pour principale caractéristique de pouvoir programmer tous les satellites de la famille Helios (acquisition et traitement des images Helios).